# ポツダム広場

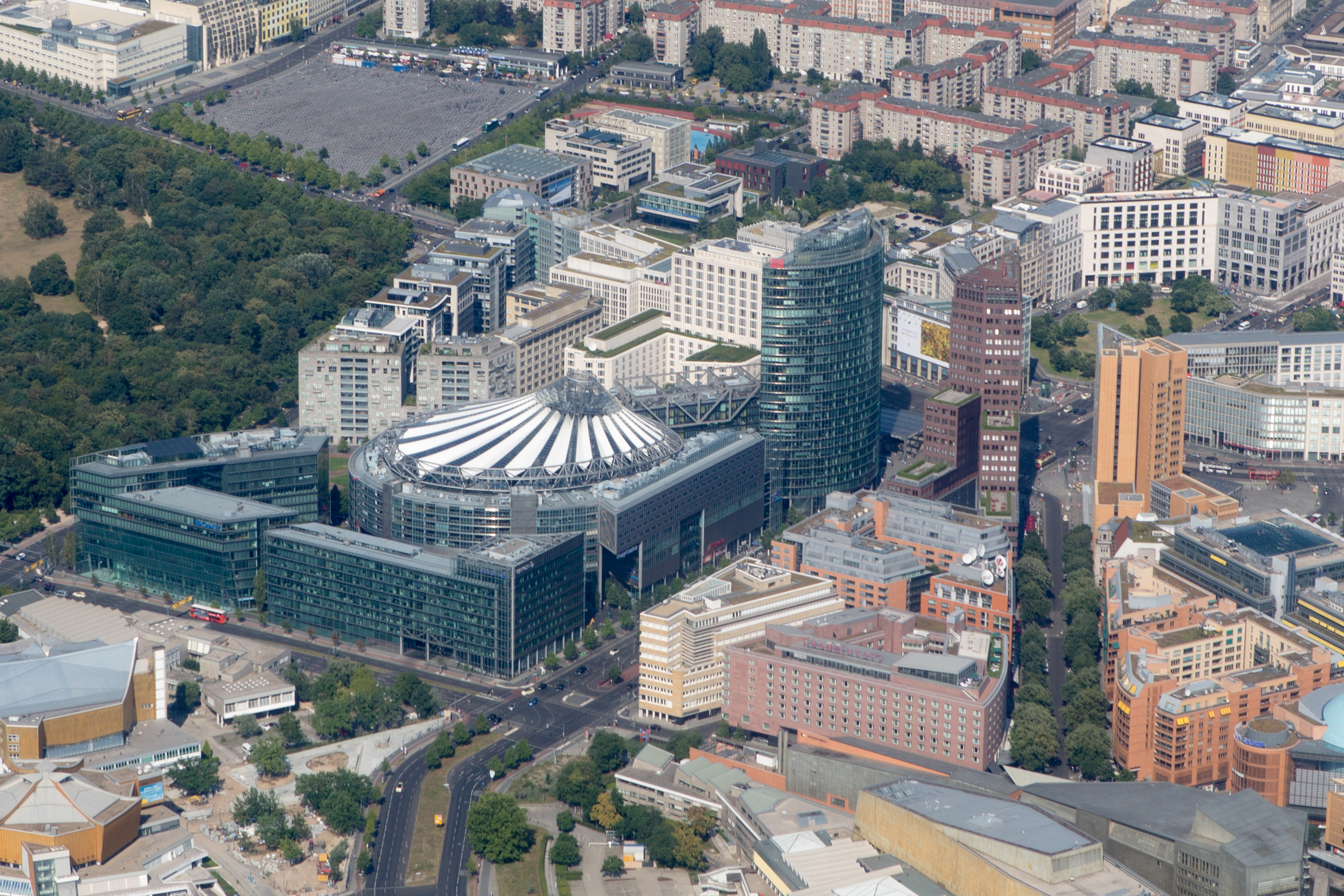
ポツダム広場の周りに放射状に広がるビル群。右上の八角形の広場はライプツィヒ広場

ポツダム広場（ポツダムひろば、ドイツ語: Potsdamer Platz）は、ドイツの首都ベルリンのミッテ区にある主要な広場で、また交差点でもある。
広場の名は近郊都市のポツダムにちなむ。19世紀初頭までは、ポツダムからベルリンを結ぶ街道がここでベルリン市を取り囲む都市城壁（Zollmauer）に設けられた関税門「ポツダム門」をくぐっており、門の外は各方面からの街道が集まる交差点になっていた。これが現在のポツダム広場に当たる。1838年、ベルリンとマクデブルクを結ぶ鉄道のポツダム駅が設けられると、ポツダム広場はベルリンの市内交通の中心地へと変貌していった。20世紀初頭にはベルリン市電の路線が集まるほか、周囲にはホテルやカフェが立ち並んだ。

## 戦前から冷戦期まで

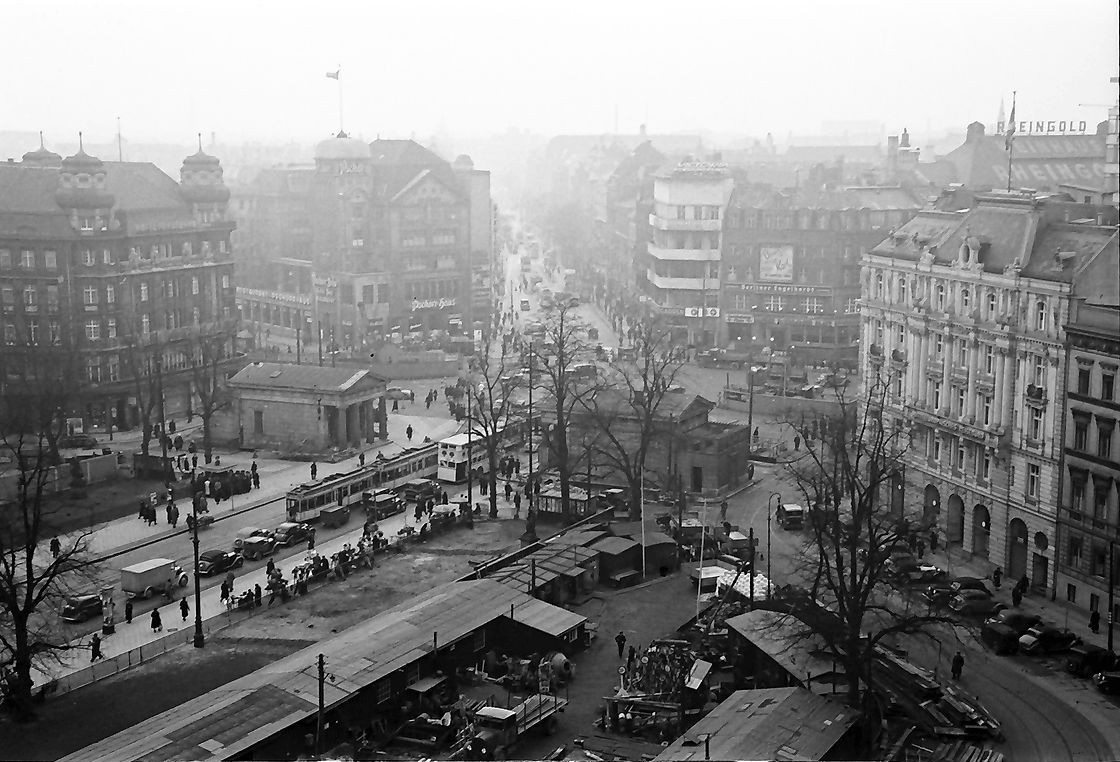
1938年の写真。手前の八角形の広場がライプツィヒ広場。その右側のポツダム広場の交差点から通りが広がっている

1920年代、30年代にかけて、ポツダム広場はヨーロッパ経済の中心地の一つだった。全盛期は1920年代でアレクサンダー広場とともにベルリンのナイトライフの中心だった。
ベルリンの多くの場所と同じように、第二次世界大戦の最後の年の激しい空襲と砲撃により建物の多くは破壊された。戦争終結後、占領軍（連合国）によってベルリンは分割され、ポツダム広場はアメリカ軍、イギリス軍、ソビエト軍の占領地域の境界になった。後に、東西陣営の冷戦時代には、ソビエト占領地域は東ベルリンと、西側占領地域は西ベルリンと呼ばれるようになった。ポツダム広場周辺のビルはいくつかは修復され再利用されていたが、廃墟のままの建物も多数残っていた。東ドイツの政府機関が入居していたかつての商業ビル・コロンブスハウスは、1953年の東ベルリン暴動で反ソを訴える群衆に焼き打ちされ炎上した。
当初は東西ベルリン間は往来も盛んであったが、この通行の自由さを利用して東ドイツの国民が西ベルリンを通じて西ドイツへと亡命、西側勢力の経済力を背景とした西ドイツマルク高による労働力や通貨の流出が相次ぐ事態となり、東ドイツは国民の流出を止めるために西ベルリンの封鎖を考えるようになった。1961年8月に東ドイツ政府は東西ベルリン間の境界を封鎖した。これによりポツダム広場は市民にとって行くことができない境界になってしまった。1961年8月31日に都市の中をつらぬく境界線に沿ってベルリンの壁が構築され、ポツダム広場は二つに分断された。壁の周囲は無人地帯となり、残っていた廃墟も解体されて更地と化した。かつてのにぎやかな交差点は荒地になってしまったのである。

## ベルリンの壁崩壊後

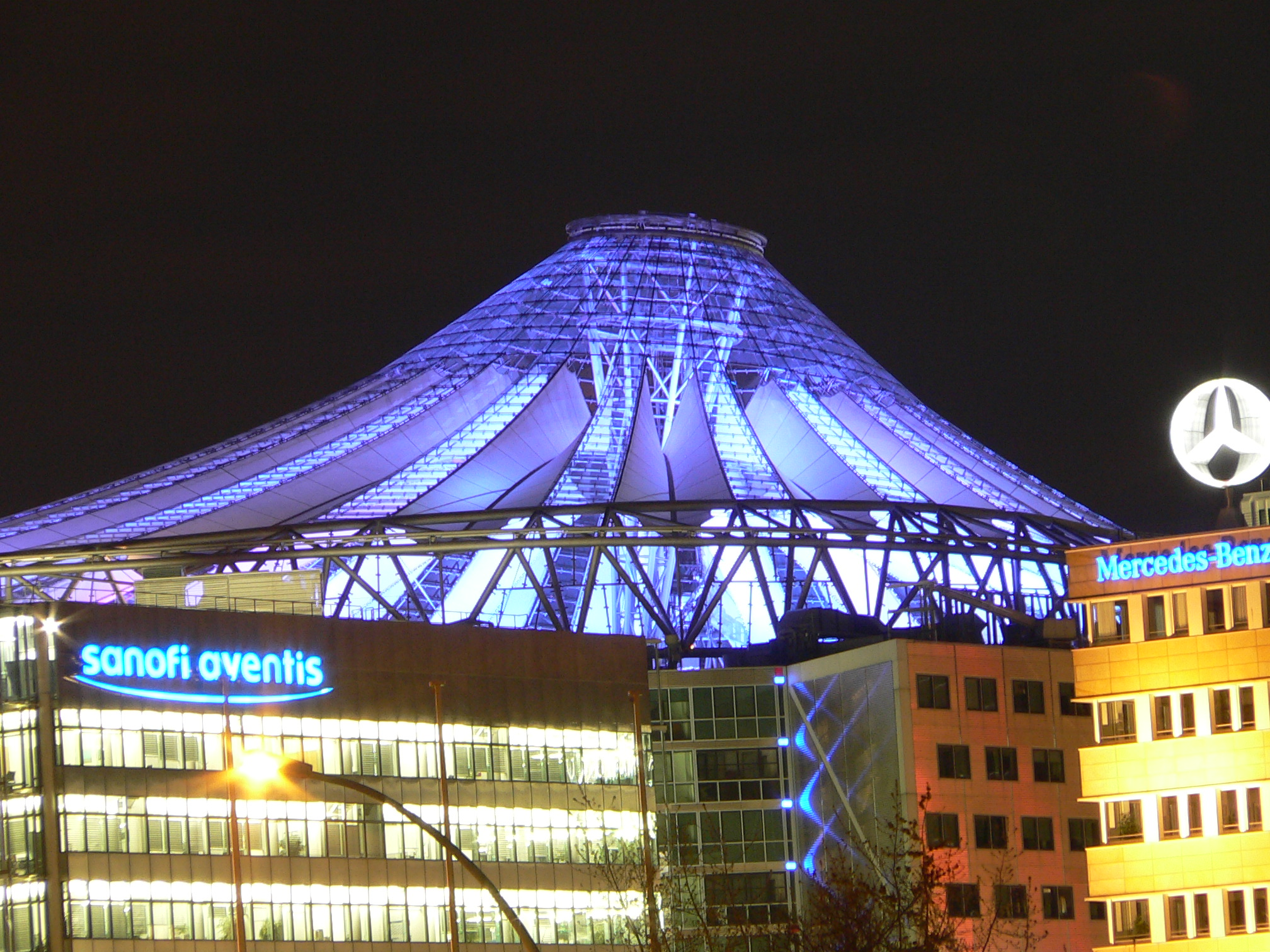
ソニーセンター

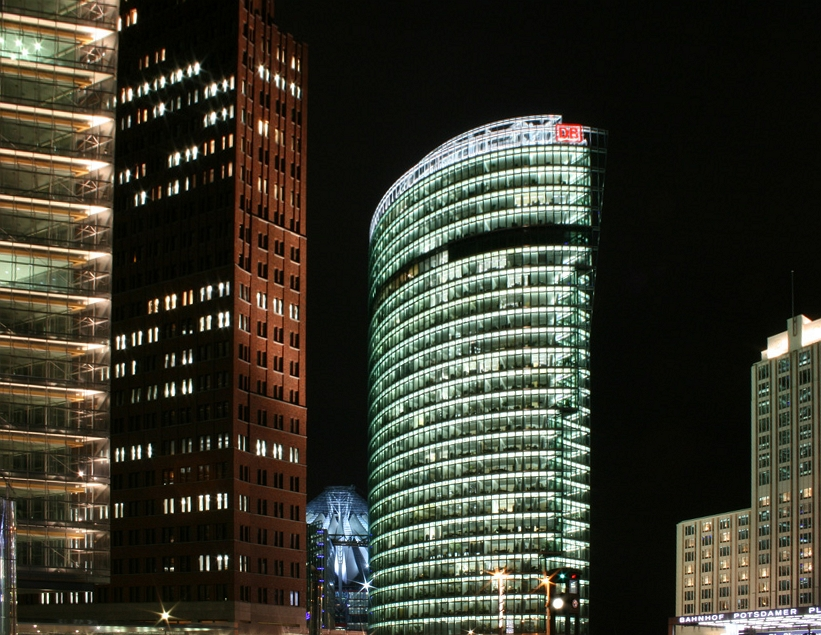
ポツダム広場の夜景

1989年にベルリンの壁が崩壊した。1990年7月にはロジャー・ウォーターズが東・西ドイツ分断終結を記念する巨大なチャリティーコンサートを空っぽのポツダム広場で開いた。
1990年以降、広場はベルリンの中心部からすぐという魅力的な場所のため、注目を集めた。ベルリン市はこの地域を4分割し、それぞれを開発するデベロッパーに売却した。再開発期間中はヨーロッパ最大の工事現場だった。
4つの地区のうち最大のものはダイムラー・ベンツが担当した（ダイムラー・クライスラー・アレアール、もしくはダイムラー・シティ）。レンゾ・ピアノによって基本計画が立てられ、個々のビルはこの基本計画にそって、それぞれ様々な建築家の設計で建てられた。この中にはハンス・コルホフによる「Potsdamer Platz No. 1」も含まれ、多数の法律事務所が入居している。

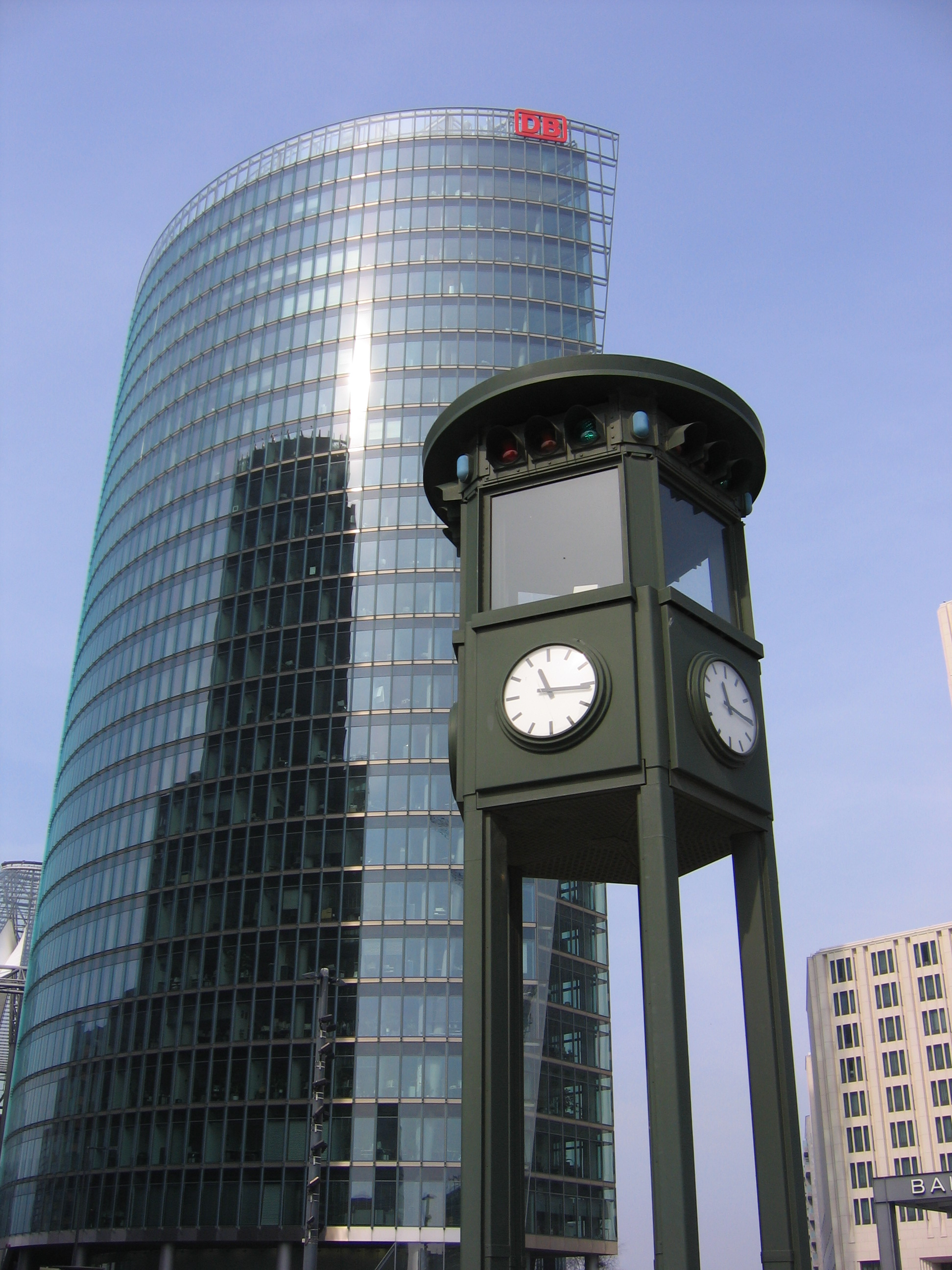
ドイツで初めての信号機とバーンタワー（ドイツ鉄道本社）

2番目に広い地区はソニーが担当し、ヨーロッパ本社を建設した。ヘルムート・ヤーンによる、ガラスと鉄からできた軽快な一枚岩のソニーセンターはベルリンにおける近代建築の最高峰の一つだとみなされている。ソニーセンターには、戦前のベルリンを代表するホテル「エスプラナーデ」に残されていたカイザーザール（皇帝の間）を取り込むかたちで保存しており、レストランとして利用されている。
今では1日に7万人がポツダム広場を訪れ、ポツダム広場はほぼ終日人であふれている。旅行者にとっては必ず行くべき場所になっているし、ベルリン市民にとっても最高のショッピングエリアである。また、3つの映画館と1つの映画学校、1つの映画博物館の40ヶ所のスクリーンがあり、2000年からは2月にベルリン国際映画祭が開かれている。

## ギャラリー

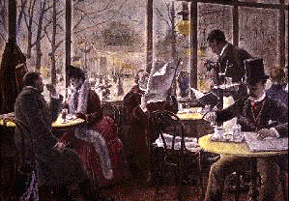
『カフェ・ヨスティで』（„Im Café Josty“, Paul Hoeniger, 1890）。ベルリンの文化人たちの溜り場であった
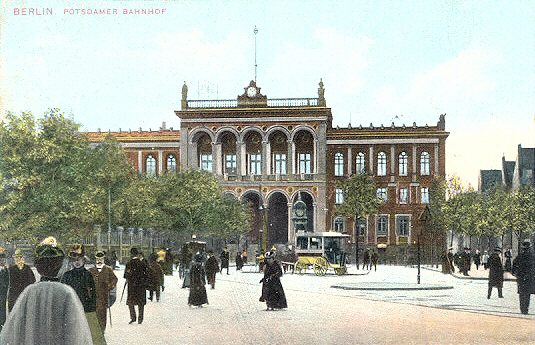
ポツダム広場付近にあったポツダム駅。1835年に建てられた駅が手狭になったため二代目の駅舎が完成した。1900年頃の写真
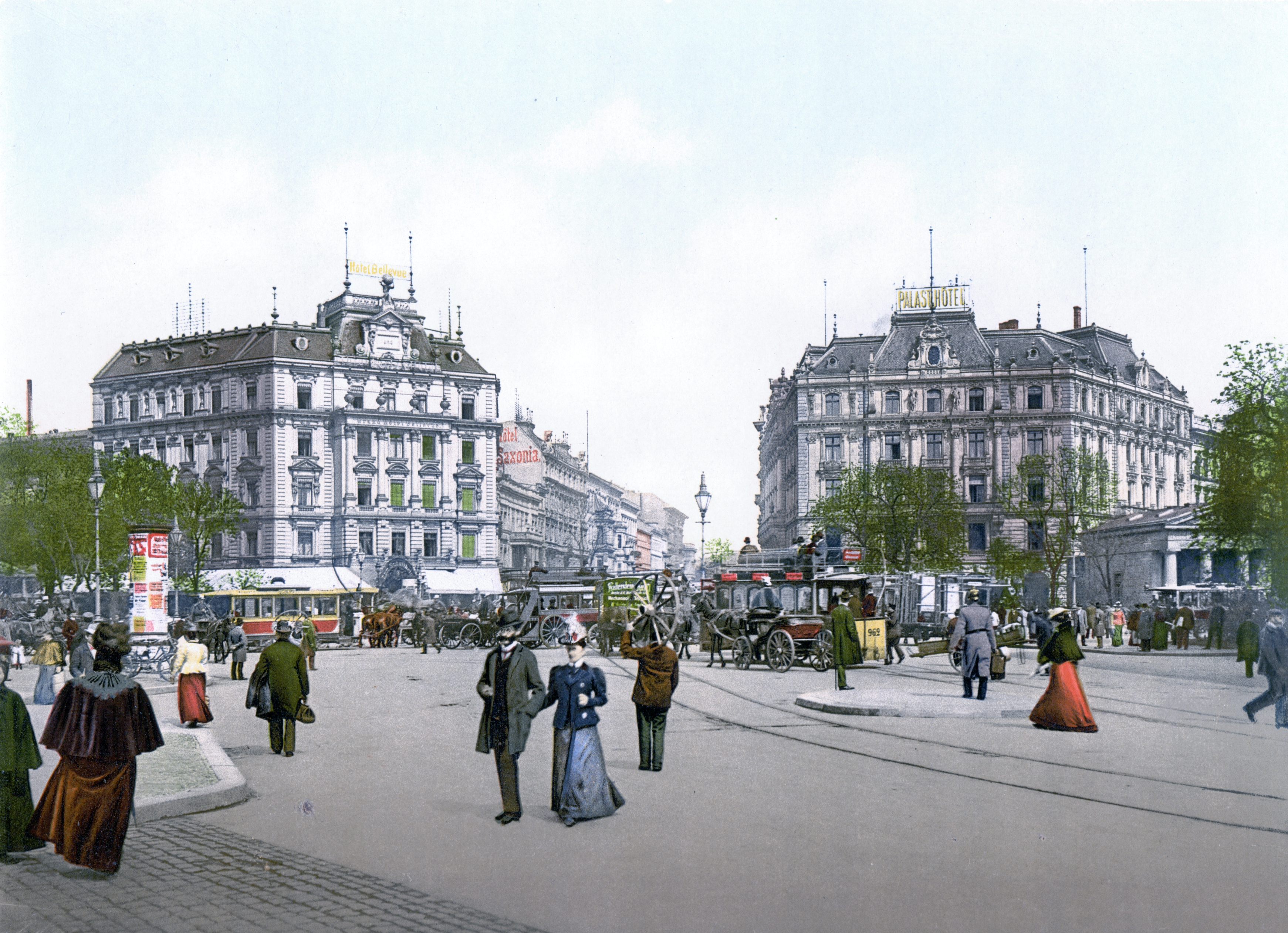
1900年代のポツダム広場。ホテル・ベルビュー（Hotel Belle Vue）とパラストホテル（Palast Hotel）が、北のブランデンブルク門に向けて伸びるケーニヒグレーツ通り（Königgrätzer Straße）の両脇に建つ
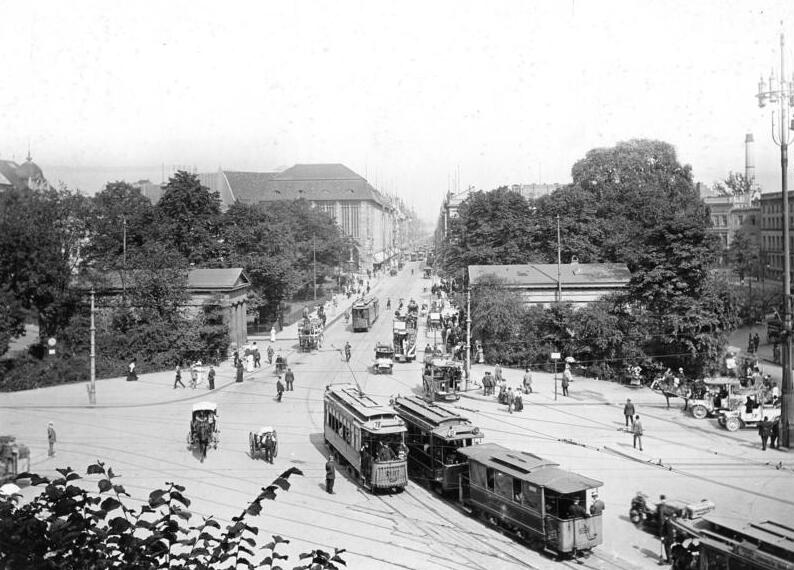
1910年の写真。東へ伸びるライプツィヒ通り（Leipziger Straße）の両側に建つドーリア式建築は、カルル・フリードリッヒ・シンケルがポツダム門の跡に作ったもの
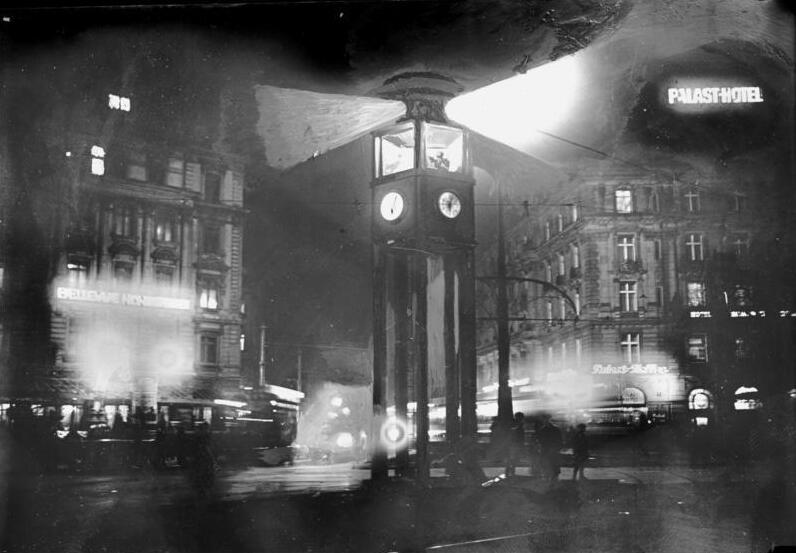
1924年の写真。この年、増えすぎた交通量をさばくため、ヨーロッパでも初となる有人式の信号機が建てられた
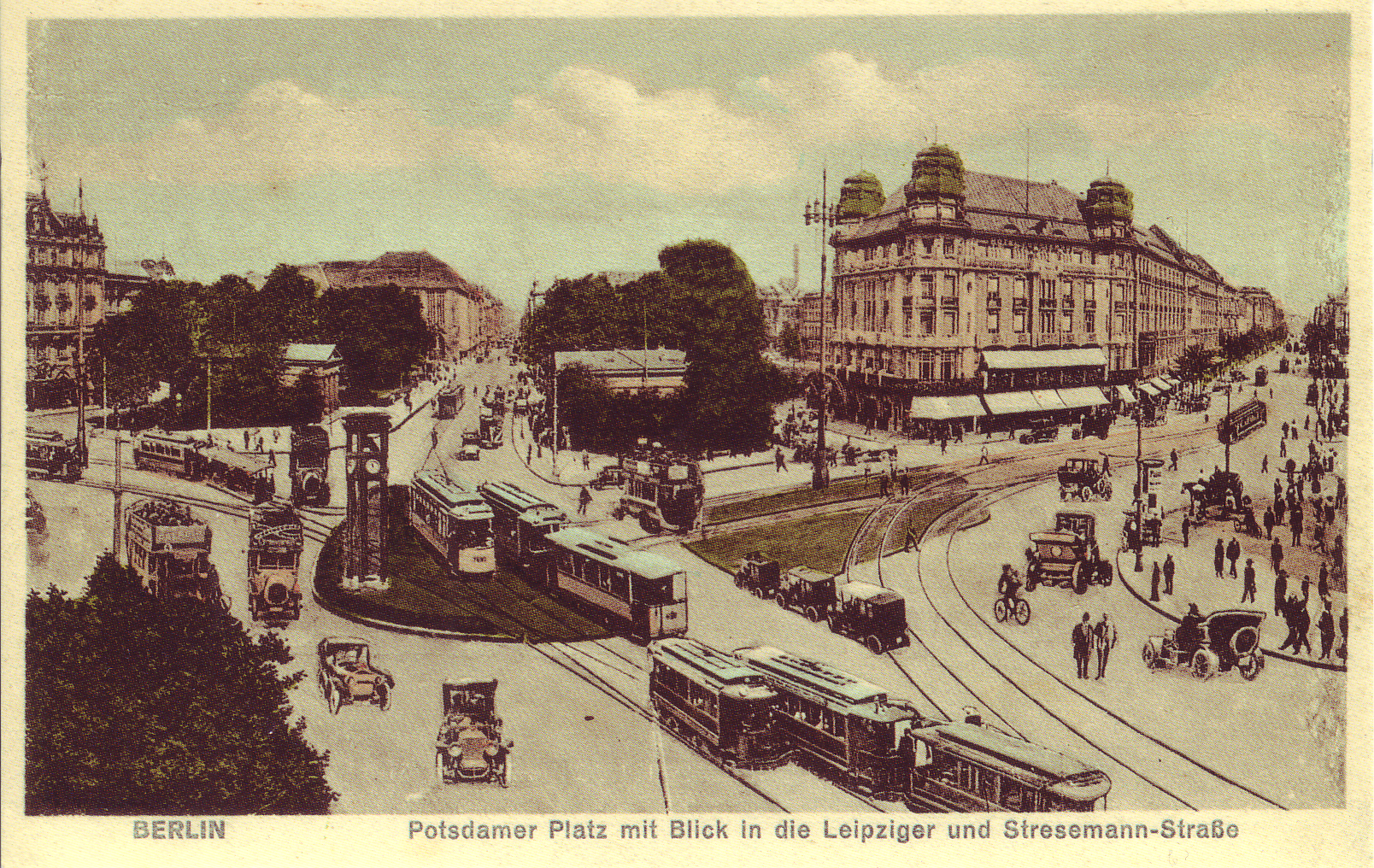
1924年の絵葉書。信号機が建てられた頃のもの
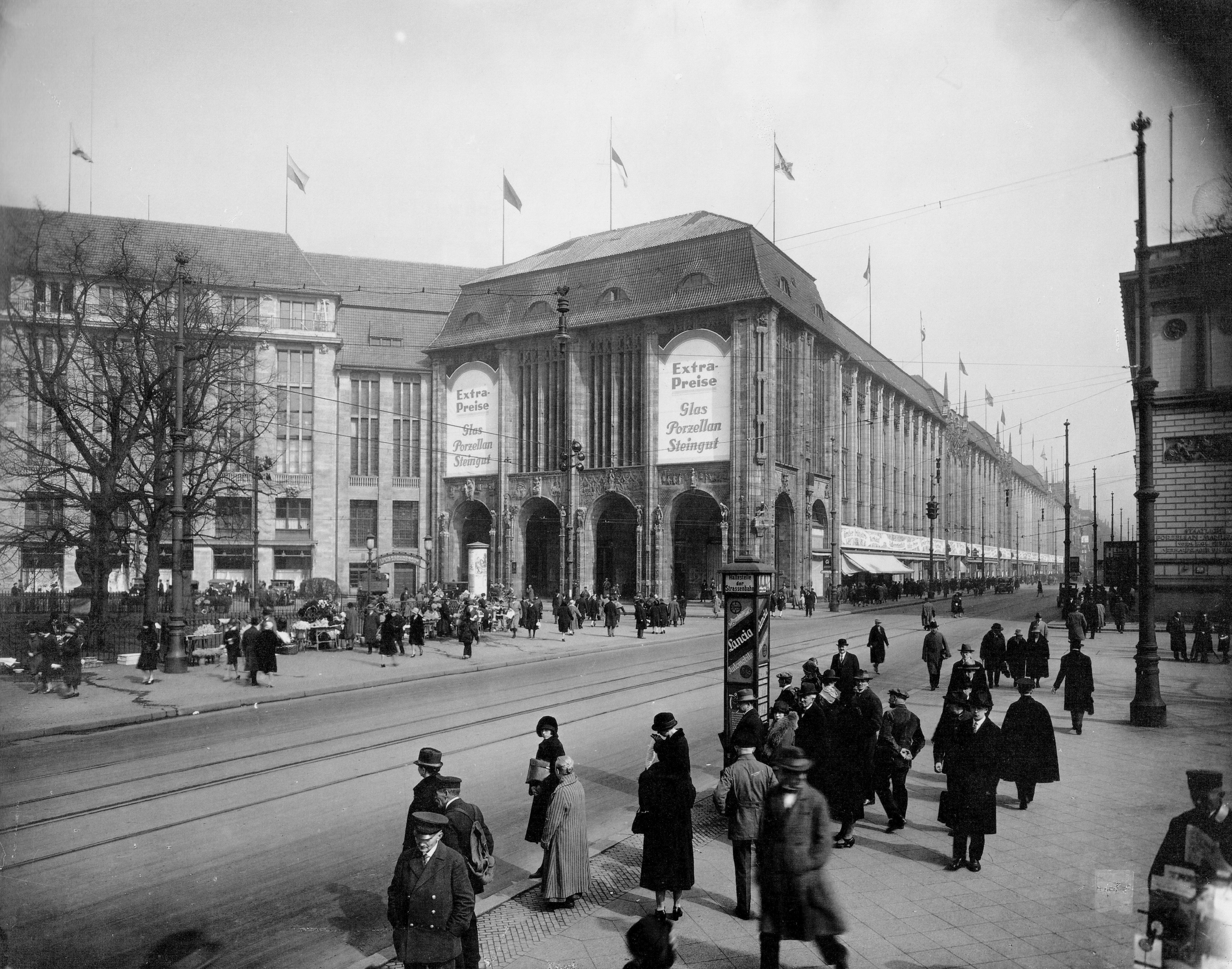
隣接するライプツィヒ広場にあった大型百貨店ヴェルトハイム（Kaufhaus Wertheim）
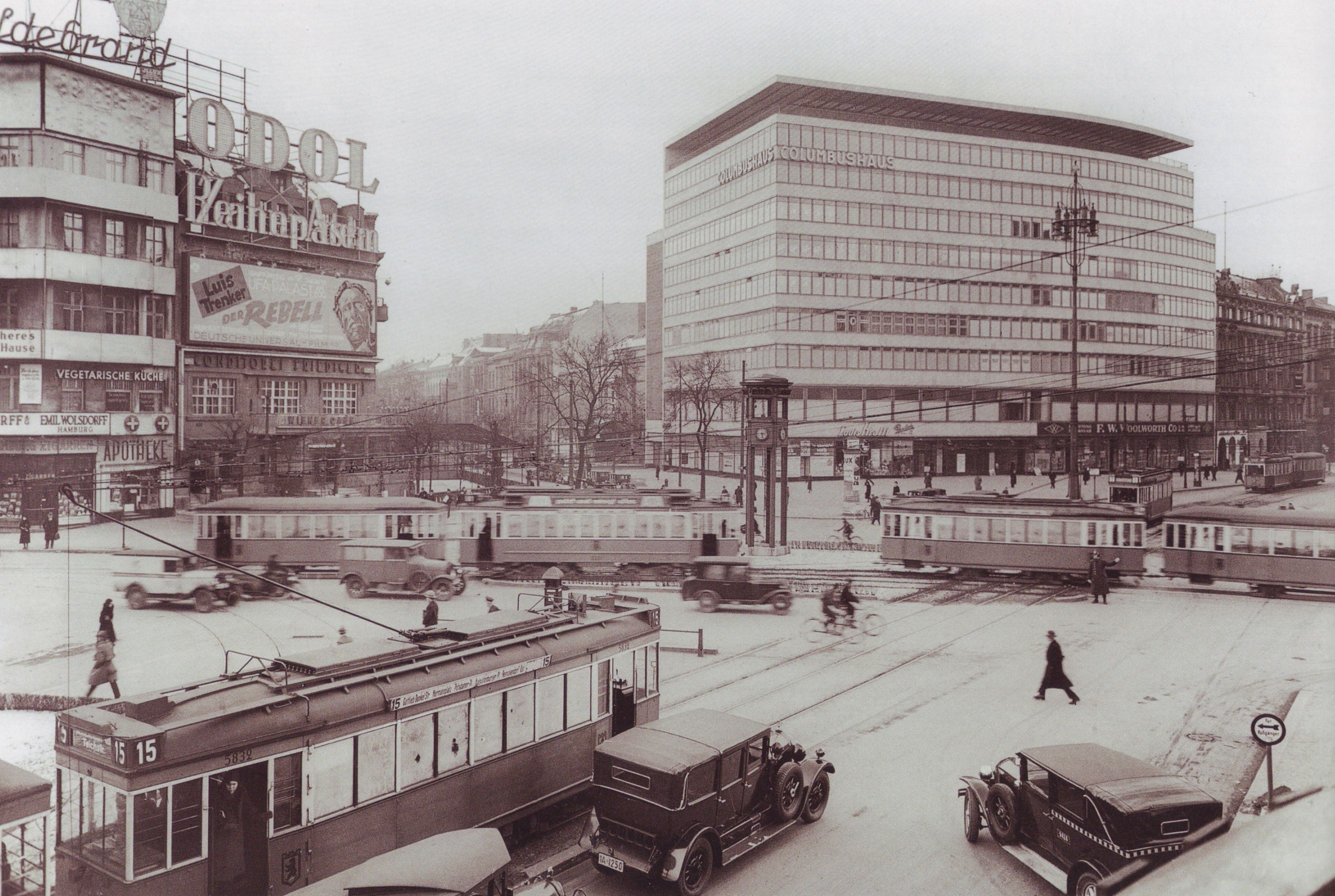
1932年のポツダム広場。ホテル・ベルビューの跡地にはエーリヒ・メンデルゾーンの設計した近代的な商業ビル、コロンブスハウス（Columbushaus）が建つ
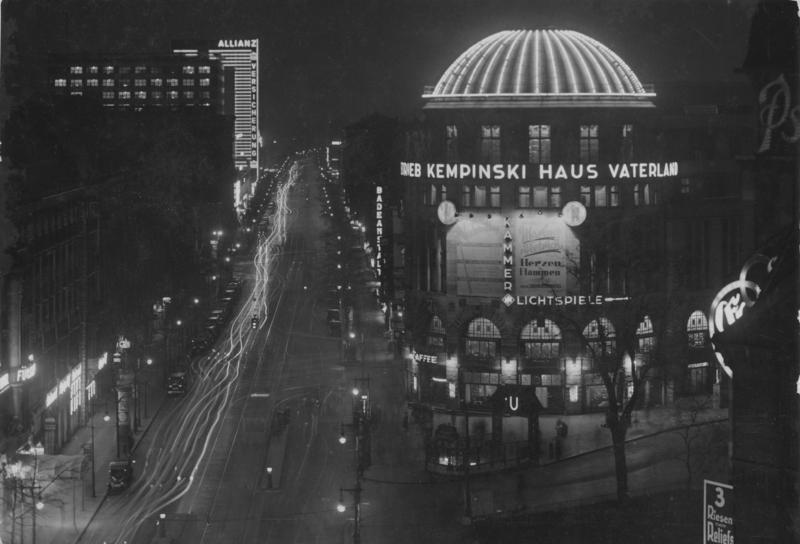
1932年のポツダム広場の夜景。戦前の大型レジャーセンターであったハウス・ファーターラント（Haus Vaterland）が広場に面している
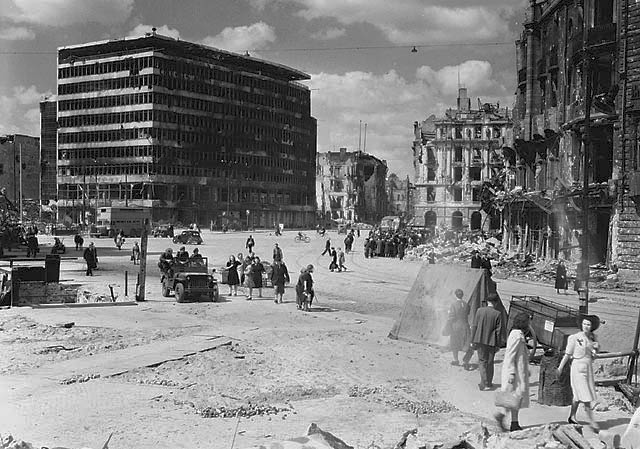
1945年、ベルリン市街戦後の廃墟と化したポツダム広場
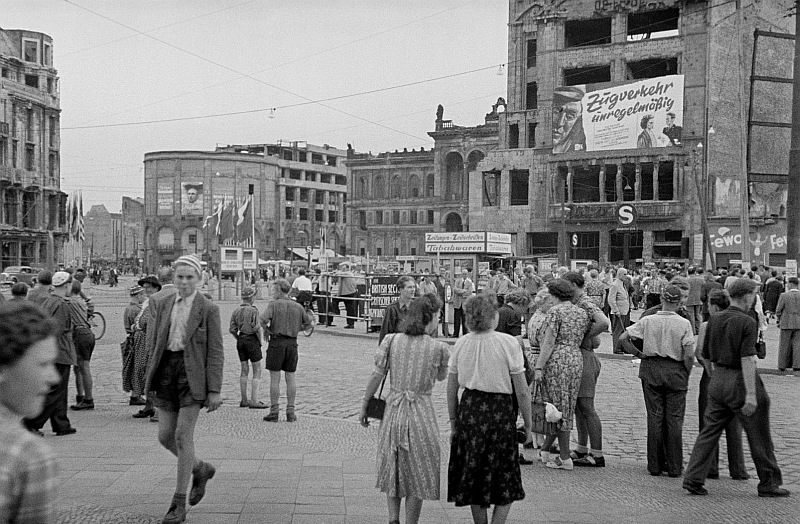
1951年、東ベルリンで世界青年学生祭典が開催された際のポツダム広場。周囲は廃墟が目立つ
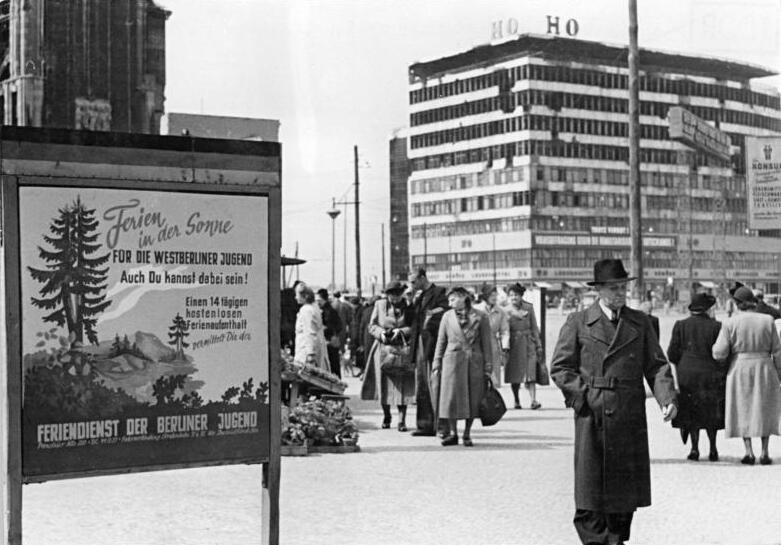
1951年、往来が自由だった時期のポツダム広場
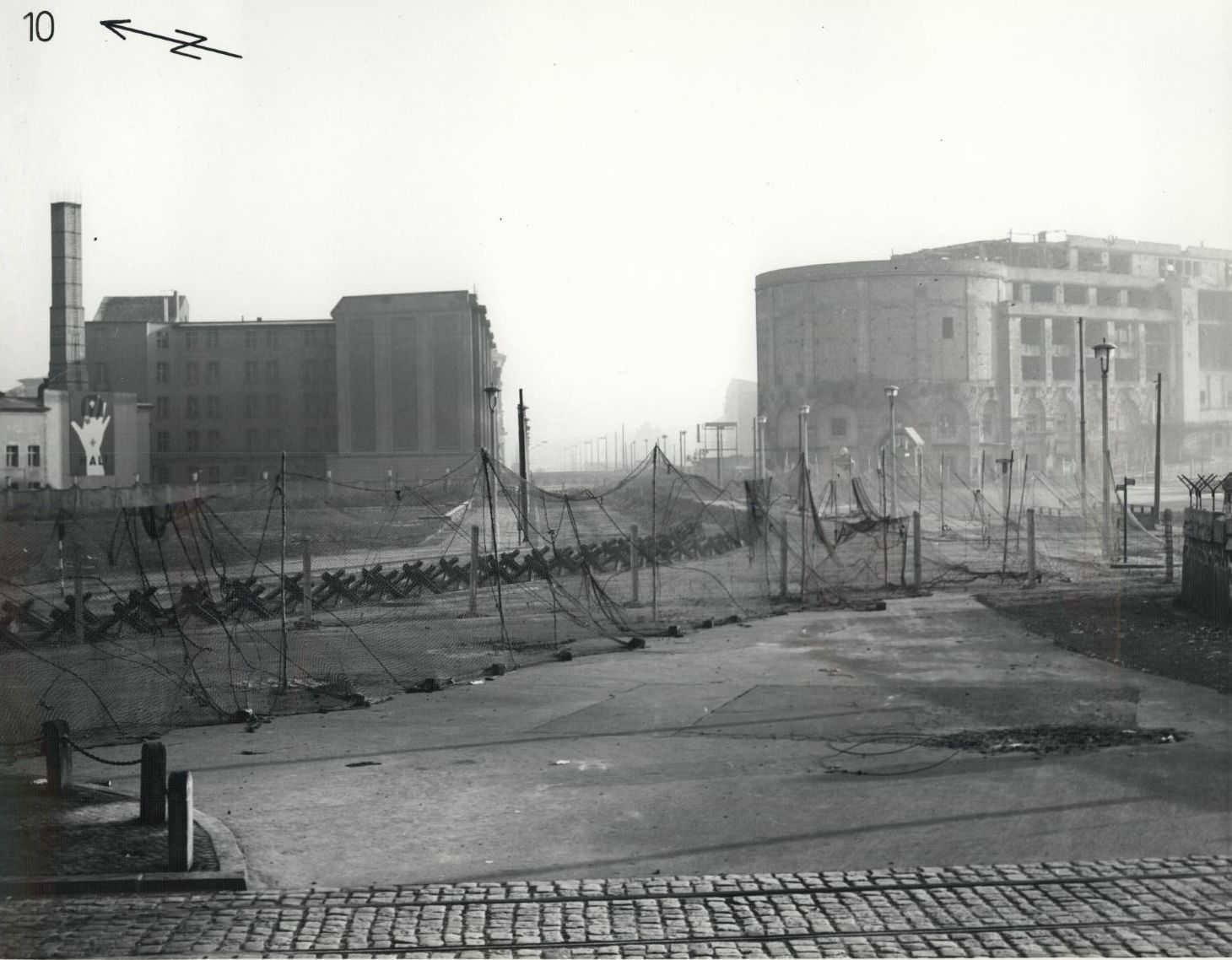
1961年11月、境界線で分断されたポツダム広場
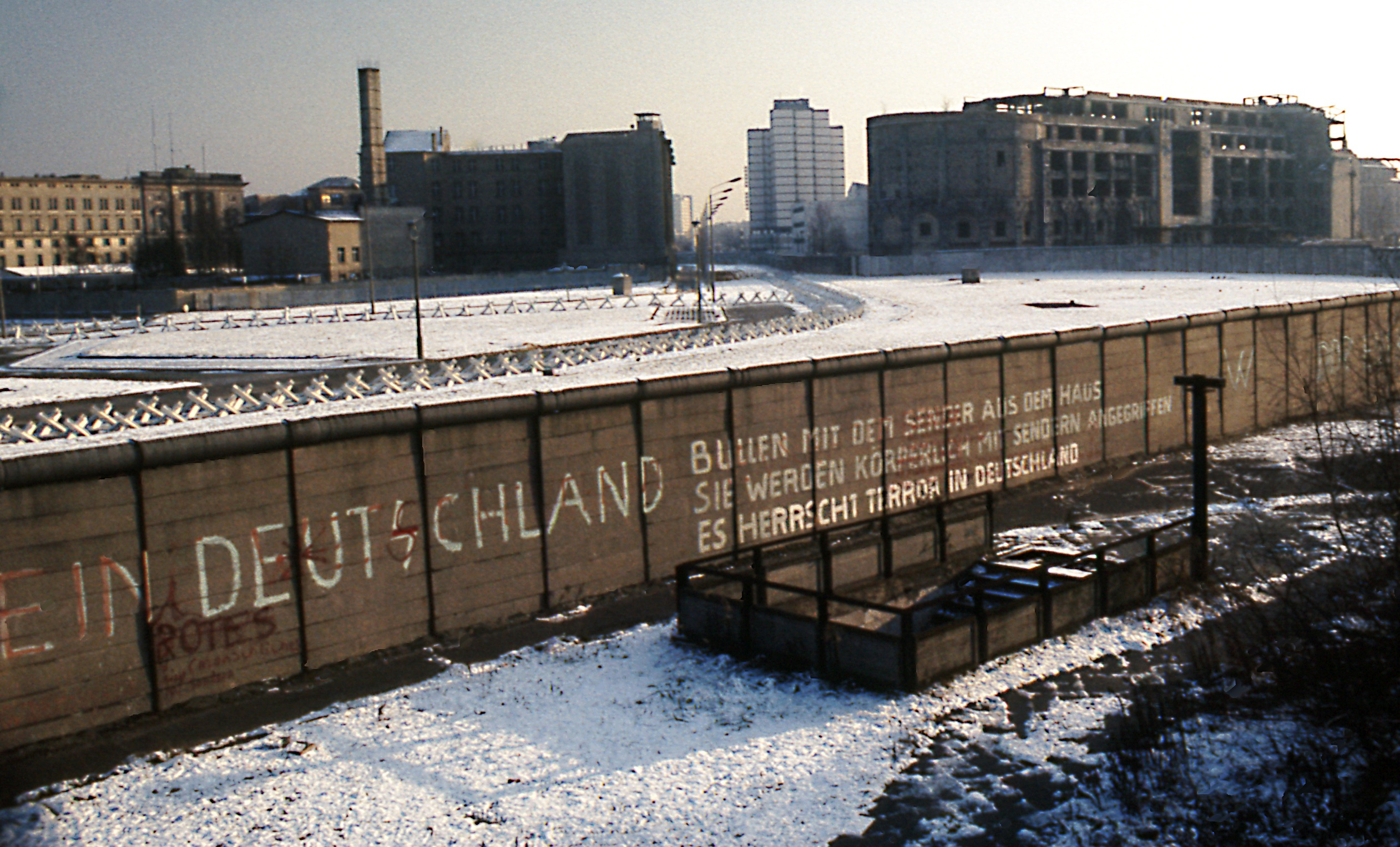
1975年、東西ベルリンの境界となって廃墟が撤去されたポツダム広場跡地を西ベルリン側から見る。壁の手前は地下鉄ポツダム広場駅の入口跡。右奥はハウス・ファーターラントの廃墟で、この数年後に撤去された
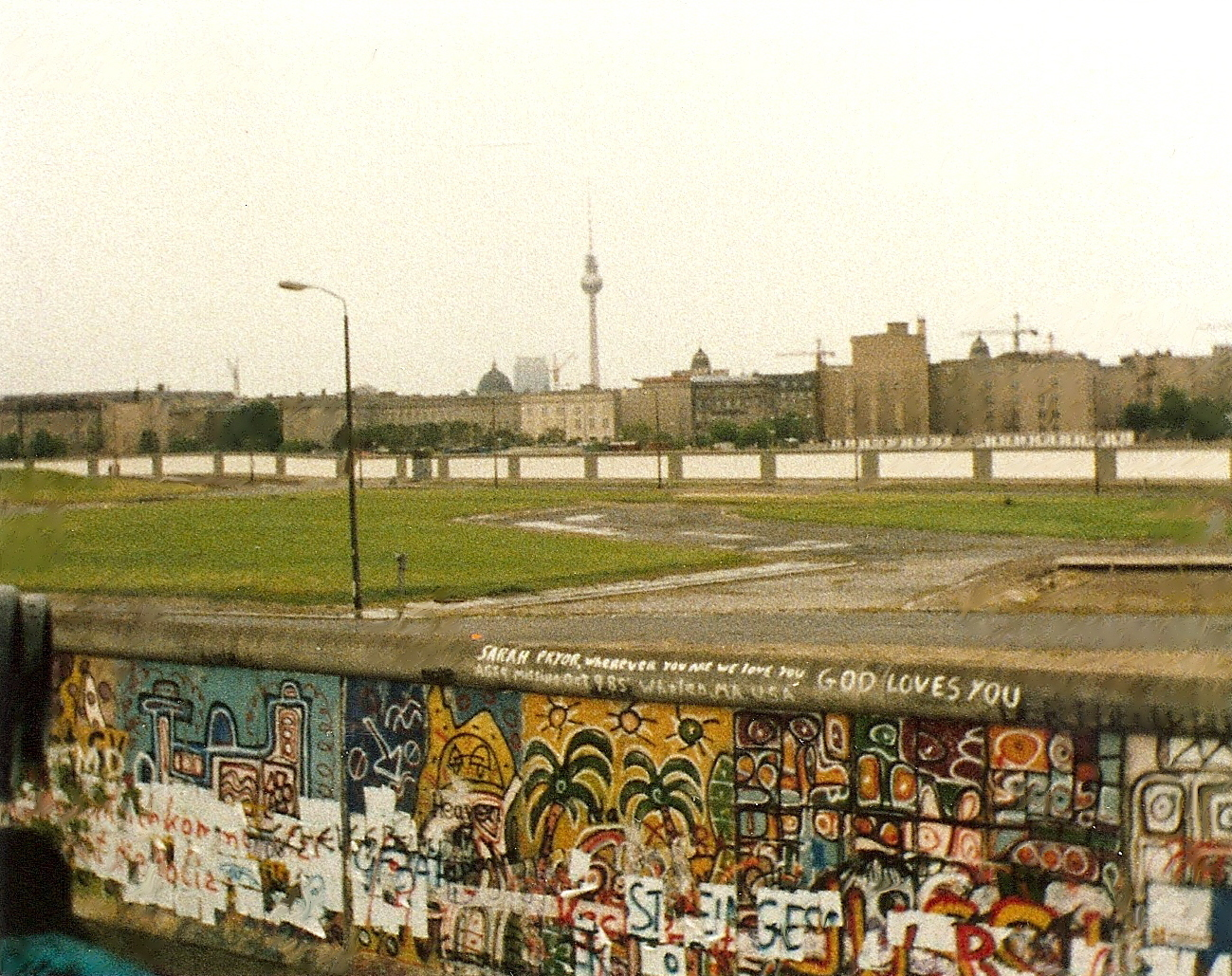
1982年のポツダム広場跡地。無人地帯が広がる
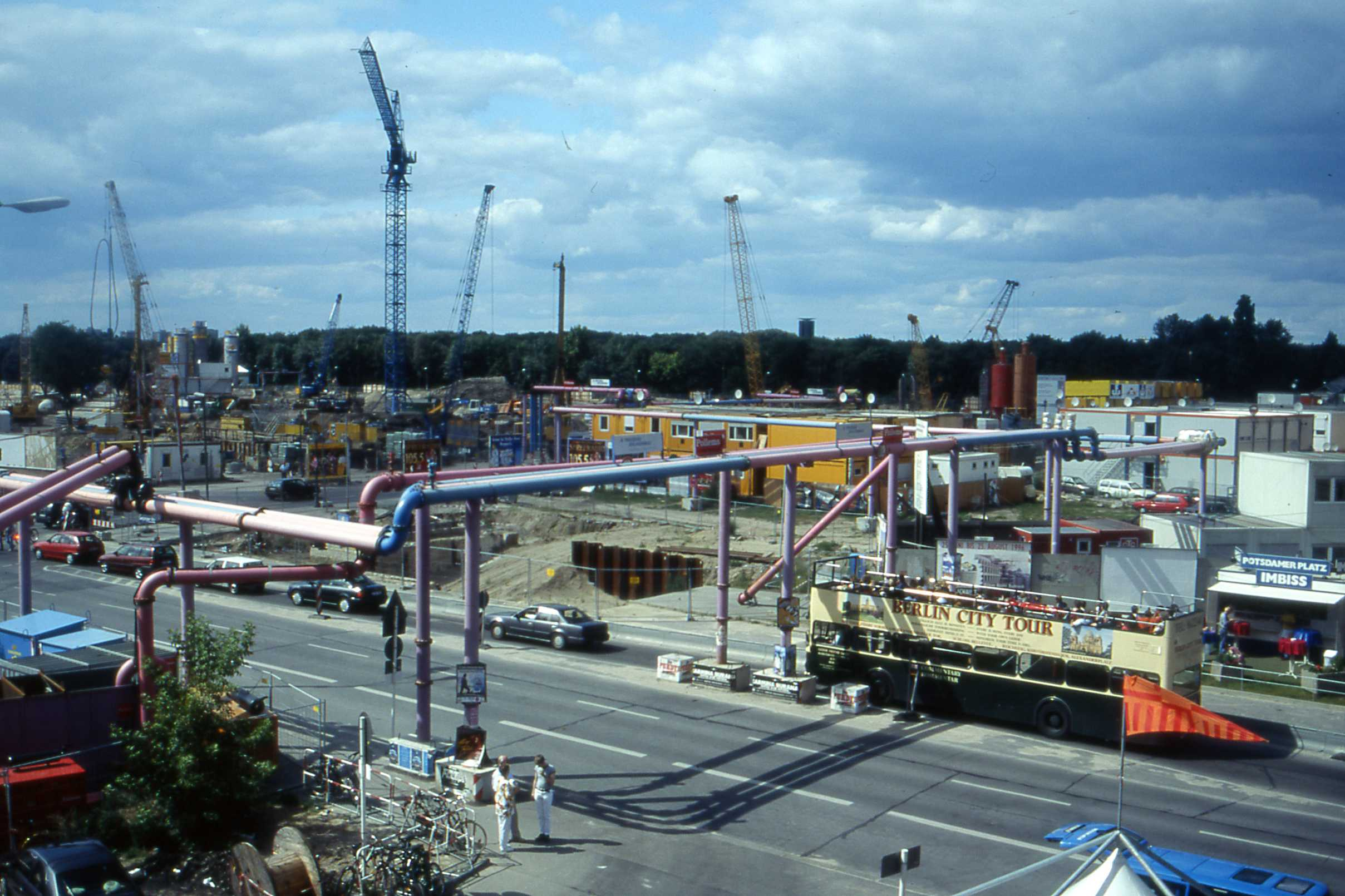
1996年、建設工事中のポツダム広場。